# 成蹊小学校
成蹊小学校 （せいけいしょうがっこう）は、東京都武蔵野市吉祥寺北町三丁目にある私立小学校。

## 概要
明治末期から大正期の教育者である中村春二が、高等師範学校附属中学校（現・筑波大学附属中学校・高等学校）時代からの友人であった、今村繁三（後の今村銀行頭取）と岩崎小彌太（後の三菱財閥総帥）の協力を得て創設した私塾「成蹊園」（成蹊では「学生塾」という）を本郷西片町（文京区西片）に開塾したのが母体となり、その後1912年に池袋に全寮制の成蹊実務学校を創立。この成蹊実務学校が、現在の成蹊小学校の起源とされている。1914年には成蹊中学校が、1915年には池袋に成蹊小学校が開校された。1924年、池袋から現在の吉祥寺に移転した。
「成蹊」の語は、司馬遷によって編集された中国の歴史書『史記』の「桃李不言 下自成蹊」（桃李ものいわざれども下おのずからこみちをなす）から採られており、校章も桃の実をデザインしたものである。学校生活の中で5年生から始まる児童会は「桃の会」、父母会は「すももの会」、子どもたちに綴り方、日記指導に調べ学習から各自の総合的な学習成果を記録するノートは「こみち」と呼ばれている。
1917年より4年間、のちに黒柳徹子の母校であるトモエ学園で校長を務めた、音楽教師の小林宗作が教鞭をとっていたことでも知られる。

## 特色
吉祥寺にある都内有数の名門小学校で、教育理念は、自立と仲間との連帯、個性的な子どもの創造とされ、これまで各界に多くの著名人を輩出している。
系列の旧制成蹊高校時代は、帝国大学への進学が保証されていたため、成蹊小学校への入学が帝国大学（主に東京大学など）への進学に直結することとなり、人気を集めた。
一般には、「自立・連帯・創造」と略称。凝念（ぎょうねん）という瞑想により自己と向かい合うこと、心力歌、身体の鍛練などを通した個性の育成、食農教育という早くからの食育の実践、日記（こみち）指導など、独特の教育スタイルを創立以来、現行の文部科学省の指導要領に合わせながら守り続けてきたことが評価され、今日では国際色豊かで自由な校風、徹底した少人数教育を特徴としている。1964年より国際学級（当時は国際特別学級小学部）が設置されており、現在でも帰国子女を積極的に受け入れている。例年、卒業生の9割以上が系列校である成蹊中学校に進学する。

### 夏の学校
創立以来の伝統として、毎年6-9月に「夏の学校」が原則全員参加で行われる。1~3・5年は成蹊学園の校外施設である箱根寮に、4年生は千葉県白浜町での海浜学校、6年生は岩井での臨海学校となる。6年生の男子は一般的な海水パンツを着用する。女子は一般的なスクール水着となる。

## 施設・設備
- 本館（2008年7月竣工） - 教室 、理科室、図書室（蔵書数約3万冊）、パソコンコーナー、けやきホールがある。成蹊小卒業生である世界的建築家・坂茂による設計。
- 松林館 - 音楽室、こみち実習室、美術室がある。
- 中央館 - 校長室、職員室、事務室、 保健室、放送スタジオ、せんせいの部屋、などがある。
- 体育館 - アリーナ、2階にプレイルーム、体育館地下には、可動式の床を持つ温水プールがある。
- 給食棟 - 給食室で全学年が一緒に昼食を食べる。1.2年生が一階、3.4.5.6年生が二階で食べている。
- フィールドアスレチック - 木製の遊戯施設がある。---- 現在、危険性があるため取り壊された。
- トンネル山グラウンド - 滑り台があるコンクリート製の小山になっている。
- ポプラグラウンド - 土のグラウンド
- 松林 - 秋季には「焼き芋大会」が行われる。
- 畑 - 学年毎に畑がある。児童一人ずつにスペースが与えられ、自身の手で作物を栽培する。収穫物は「こみち」の時間に調理したり、自宅に持ち帰ったりする。

※特別学習では、成蹊大学のグラウンド・施設も使用可能。

## 著名な出身者
※五十音順に並べてある。

### 政治・行政
- 安倍晋三　元衆議院議員、第90代・96-98代内閣総理大臣、第21代・25代自由民主党総裁
- 鮎川金次郎　元参議院議員 / 鮎川義介の次男
- 黒田能行　元衆議院決算委員会（現・決算行政監視委員会）調査室長、元衆議院国家公務員労働組合委員長
- 河野義克　元国立国会図書館長、元参議院事務総長
- 住田正二　元運輸事務次官、JR東日本元社長
- 渡邉優　駐キューバ大使

### 法曹
- 本林徹　弁護士、日本弁護士連合会元会長

### 実業
- 淺沼健一 淺沼組元社長、全国建設業協会会元会長
- 鮎川弥一　テクノベンチャー創業者 / 鮎川義介の長男
- 外郎藤右衛門　ういろう社長（外郎家25代目）、神奈川県公安委員会委員
- 上原明　大正製薬社長
- 上原徹　フジパシフィック音楽出版社長
- 若林貴世志　株式会社TBSホールディングス元取締役、プロ野球球団・横浜ベイスターズ（現・横浜DeNAベイスターズ）元オーナー
- 相賀徹夫　小学館元社長
- 緒方四十郎　日本銀行元理事、日本開発銀行元副総裁
- 天坊昭彦　出光興産社長
- 徳川文武　松戸徳川家3代目当主、米国スプリント・ネクステル社の技術コンサルタント
- 槙原稔　三菱商事相談役（元会長）
- 渡辺誠一郎　日本特殊鋼（現・大同特殊鋼）取締役
- プラスロン明世　実業家

### 学術
- 岩崎英二郎　ドイツ語学、慶應義塾大学名誉教授
- 大友克之　医学、朝日大学学長、明海大学理事、北京大学客員教授
- 河北博文　医師、河北総合病院理事長、日本医療機能評価機構専務理事、東京都病院協会会長
- 坂部恵　哲学、東京大学名誉教授
- 霜山徳爾　臨床心理学、上智大学名誉教授
- 西原春夫　刑法学、早稲田大学第12代総長、学校法人国士舘元理事長
- 久松定成　農学・昆虫学、愛媛大学農学部元教授、靖国神社崇敬奉賛会元会長
- 吉田敦彦　神話学、学習院大学名誉教授
- 吉武泰水　建築学、東京大学名誉教授
- 渡辺和子　修道女、ノートルダム清心学園理事長
- 磯野友彦　哲学、早稲田大学名誉教授

### 文化
- 大江宏　建築家、法政大学名誉教授
- 市原ひかり　ジャズトランペット・フリューゲルホルン奏者
- 杵屋巳太郎（宮澤雅之）　歌舞伎音楽長唄（三味線方）、人間国宝
- 小林彰太郎　自動車評論家、自動車雑誌「カーグラフィック（CG）」創設者
- 斎藤憐　劇作家
- 手塚眞　ヴィジュアリスト（映像作家） / 手塚治虫の長男
- 手塚るみ子　プランニングプロデューサー、地球環境運動家 / 手塚治虫の長女
- 服部隆之　作曲家
- 坂茂　建築家、慶應義塾大学教授
- 井上園子　ピアニスト
- 宮下綾子　ヴァイオリニスト
- 一雫ライオン　脚本家

### 芸能
- 高島彩　フリーアナウンサー、元フジテレビアナウンサー
- 高橋万里恵　フリーアナウンサー
- 安藤萌々　テレビ朝日アナウンサー
- 長山藍子　女優
- 串田和美　俳優、演出家
- 丹羽多聞アンドリウ　テレビプロデューサー / 丹羽文雄の孫
- 馬場康夫　ホイチョイ・プロダクションズ代表取締役社長
- 増渕朱公　エンターテイナー
- 東儀秀樹　雅楽奏者
- 中井貴一　俳優
- 羽染達也　俳優

### スポーツ
- 庄司理紗　元女性フィギュアスケート選手
- 武田英二郎　サッカー選手
- 中田英里　元ラグビー選手

## 系列校
- 成蹊中学校・高等学校
- 成蹊大学

## 参考資料
- 『成蹊学園六十年史』成蹊学園刊　1973年